# Kool Thing
Kool Thing è un singolo del gruppo musicale statunitense Sonic Youth, pubblicato nel giugno 1990 negli Stati Uniti (come singolo promozionale) e nel settembre 1990 in Europa come primo estratto dal sesto album in studio Goo. La canzone è stata ispirata da un'intervista della bassista/cantante Kim Gordon condotta con LL Cool J per Spin. Anche se non viene mai menzionato per nome, il testo della canzone contiene diversi riferimenti a LL Cool J, incluso il singolo "I Can't Live Without My Radio" e l'album Walking with a Panther. La ripetizione della frase "I don't think so" si riferisce a "Going Back to Cali" di LL Cool J. Anche Chuck D ha contribuito con la sua voce alla canzone.

## Accoglienza
David Fricke di Rolling Stone ha detto del brano che è "dotato di carica sessuale," lodando le performance di Thurston Moore e Steve Shelley alla chitarra e alla batteria, rispettivamente. Sempre da Rolling Stone, Matthew Perpetua ha descritto la canzone come un "inno femminista." Jason Ankeny di AllMusic ritiene che la canzone "vacilla sull'orlo di un progresso culturale ma non viene riesce per poco." Robert Christgau ha lodato la voce di Kim Gordon nella canzone, dichiarandola la migliore di Goo.

## Versioni dal vivo
Il 29 luglio 1992 i Sonic Youth suonarono "Kool Thing" su Hangin' with MTV a New York.

## Tracce e formati
- Vinile 7" e cassetta singolo

1. "Kool Thing" (versione LP) – 4:04
2. "That's All I Know (Right Now)"  – 2:30

- Vinile 12"

1. "Kool Thing" (versione LP) – 4:04
2. "That's All I Know (Right Now)"  – 2:30
3. "Kool Thing" (8 track demo version) – 4:13

- CD singolo

1. "Kool Thing" (versione LP) – 4:07
2. "That's All I Know (Right Now)"  – 2:18
3. "Dirty Boots" (Rock & Roll Heaven version) – 5:26
4. "Kool Thing" (8 track demo version) – 4:13